# Allgemeines Leistungsstörungsrecht
Das allgemeine Leistungsstörungsrecht bildet in Deutschland den Anfang des Schuldrechts und enthält generelle Prinzipien, die immer zur Anwendung kommen, wenn die Durchführung eines Vertrages mangelbehaftet oder gescheitert ist.
Es umfasst die §§ 241 bis 432 im zweiten Buch des BGB. Entscheidend ist, dass der jeweilige Mangel vor der Erfüllung des Vertrages aufgetreten ist: denn hat ein gegenseitiger Leistungsaustausch (beim Kauf beispielsweise: Geld gegen Ware) stattgefunden, werden diese allgemeinen Regeln von den Spezialvorschriften im besonderen Schuldrecht verdrängt. Das ist insbesondere dann der Fall, wenn im Nachhinein Gewährleistungsansprüche geltend gemacht werden. Allerdings verweisen die Normen im besonderen Schuldrecht seit der Schuldrechtsmodernisierung vom 1. Januar 2002 auf die Vorschriften des allgemeinen Leistungsstörungsrechts, so dass diese indirekt doch noch angewendet werden.
Anwendungsbereiche des allgemeinen Leistungsstörungsrechts sind vor allem:
- Schadenersatz bei einer Pflichtverletzung einer Vertragspartei. Eine Pflicht aus dem Vertrag ist verletzt, wenn ein Schuldner
  - die geschuldete Leistung zu spät erbringt (Verzug)
  - nicht mehr erbringen kann (Unmöglichkeit)
  - schuldhaft Gesundheit/Eigentum der anderen Vertragspartei schädigt
- Schadenersatz bei einer vorvertraglichen Schädigung einer Vertragspartei (Eine Partei schädigt eine andere bei Vertragsverhandlungen.)
- Nichtannahme einer angebotenen Leistung (Annahmeverzug).